# Novembre 2006

## Actualités du mois

### Mercredi1ernovembre 2006
- José Montilla Aguilera du Parti socialiste catalan deviendra prochainement le Président de la Généralité de Catalogne, après l'accord obtenu entre son parti et les partis de gauche et les verts catalans (à la suite des élections anticipées du 1er novembre).
- Le candidat sortant Joseph Kabila fait face à Jean-Pierre Bemba dans le second tour pour la présidence de la République démocratique du Congo.

### Jeudi2 novembre 2006
Première diffusion de l'émission : la france a un incroyable talent.
Dont le vainqueur était salah[pertinence contestée]

### Vendredi3 novembre 2006
- France : Jacques Chirac a décoré de la Légion d'honneur le peintre Zao Wou-Ki, le comédien Francis Huster et le résistant et ancien ministre du général de Gaulle Philippe Dechartre.

### Samedi4 novembre 2006
- Europe : du fait d'une défaillance du réseau allemand de lignes électriques à haute tension, de nombreux pays européens interconnectés à l'Allemagne ont subi vers 22 h une gigantesque panne d'électricité, touchant pendant plusieurs heures 10 millions d'Européens dont 5 millions en France.

### Dimanche5 novembre 2006
- Saddam Hussein, l'ancien président irakien, a été condamné à mort par pendaison pour crimes contre l'humanité à la suite du massacre de 148 villageois chiites à Doujaïl dans les années 1980.

### Lundi6 novembre 2006
- Lionel Lemonchois remporte la Route du Rhum 2006 sur Gitana 11 en 7 jours 17 heures 19 minutes 06 secondes.

### Mardi7 novembre 2006
- Élection de mi-mandat (Election Day) aux États-Unis
- Sortie du premier jeu de la serie Gears Of War

### Mercredi8 novembre 2006
- États-Unis d'Amérique : le parti démocrate obtient la majorité à la chambre des représentants tandis que le sort du Sénat d'abord incertain donne in fine la majorité aux démocrates (51 contre 49 sénateurs). George W. Bush concède sa défaite et annonce le départ de Donald Rumsfeld de son gouvernement.
- Territoires occupés palestiniens : tirs d'obus par Israël dans un  quartier résidentiel de Beit Hanoun : 18 morts dont sept enfants.
- Margaret Chan devient directrice générale de l'OMS.
- France : Célébration des 190 ans de la Caisse des dépôts et consignations par le président de la république Jacques Chirac et du président de la CDC Francis Mayer.

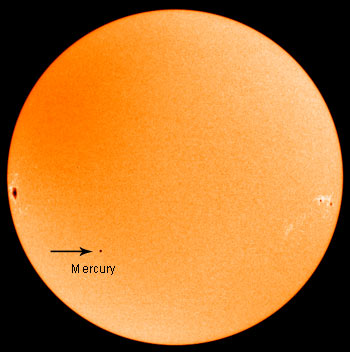
Transit de Mercure du 8 novembre 2006.

- Transit de Mercure

### Vendredi10 novembre 2006
- Nadarajah Raviraj, avocat et député de l'Alliance nationale tamoule, a été assassiné à Colombo alors que la violence s'est aggravée au Sri Lanka.

### Lundi13 novembre 2006
- Date d'acquisition de YouTube.

### Mercredi15 novembre 2006
- Japon : tremblement de terre aux large des îles Kouriles, ressenti également au nord-est du Japon, classé 8 sur l'échelle de Richter. Le gouvernement a demandé une évacuation de la côte concernée à cause d'un risque de tsunami.
- Lancement du bouquet de télévision Al-Jezira International.

### Jeudi16 novembre 2006
- France : Ségolène Royal est choisie par les militants socialistes comme candidate du Parti socialiste à l'élection présidentielle de 2007, avec 60,6 % des suffrages contre 20,8 % pour Dominique Strauss-Kahn et 18,5 % pour Laurent Fabius.

### Mardi21 novembre 2006
- Liban : Pierre Gemayel, fils d'Amine Gemayel (ancien président libanais), neveu de Béchir Gemayel (assassiné en 1982), député et ministre de l'Industrie est assassiné dans une banlieue de Beyrouth. La Syrie est montrée du doigt par la communauté internationale, implicitement ou non. Damas dément toute implication. Ses obsèques ont lieu dans le centre de Beyrouth le jeudi 23 novembre.
- Signature du traité international pour ITER, un projet qui développe un réacteur expérimental de fusion nucléaire.

### Mercredi22 novembre 2006
- Pays-Bas : élections législatives remportées par l'Appel chrétien-démocrate.

### Jeudi23 novembre 2006
- France : un supporter du club de football du Paris Saint-Germain tué par un policier lors de la rencontre opposant le Paris Saint-Germain au club de Hapoel Tel Aviv à Paris. La thèse privilégiée est celle de la légitime défense, les supporters parisiens auraient tenté de s'en prendre à un supporter israélien. Plusieurs supporters français arrêtés.

### Mardi28 novembre 2006
- Turquie : arrivée du pape Benoît XVI.

### Mercredi29 novembre 2006
Date de la première vente de Garry's Mod sur la plateforme Steam.